# Joëlle Tuerlinckx
Joëlle Tuerlinckx (* 1958 in Brüssel) ist eine belgische Video- und Objektkünstlerin.
Tuerlinckx hat an der École de Recherche Graphique in Brüssel, der Haute école d’art et de design (HEAD) Genf, Genf und der Jan van Eyck Academie in Maastricht gelehrt.
„Tuerlinckx’ Kunst basiert auf der lang anhaltenden Auseinandersetzung mit einfachen Dingen; Fundstücke oder Gebrauchsgegenstände, die ihren Weg kreuzen und von ihr seit drei Jahrzehnten konsequent in einem umfassenden Archiv gesammelt werden. In ihren Ausstellungen arrangiert Tuerlinckx grosse Stückzahlen von Wand- und Boden-objekten, Zeichnungen und Collagen, Vitrinen und Buchserien, Filmen, Videos und Diaprojektionen zu vielstimmigen und spekulativen Ensembles, die Themen der Kunst mit philosophischen Fragen nach dem Wesen und dem Verhältnis von Zeit, Ort und Sprache verbinden.“

## Ausstellungen (Auswahl)

### Einzelausstellungen
- 1994: Pas d’histoire pas d’histoire Witte de With, Rotterdam
- 1999: Nieuwe Projecten D.D.-Nouveaux Projets D.D, Museum Dhondt-Dhaenens, Deurle
- 1999: this book, Like a Book-Exposition, Stedelijk Museum voor Actuele Kunst, Gent
- 2001: A Stretch Museum Scale 1:1 (proposition for a stretched walk in a compact museum), Bonnefantenmuseum, Maastricht
- 2002: In Real Time, South London Gallery, London
- 2003: Chicago Studies: Les etants donnes, The Renaissance Society of America, Chicago
- 2004: Bild oder, mit dem Fuss in der Realität (mit Willem Oorebeek), Badischer Kunstverein, Karlsruhe
- 2005: NO'W' (no Rest. no Room. no Things. no Title), The Power Plant, Toronto
- 2005: points de vue, Galerie Schmela, Düsseldorf
- 2006: Stella Lohaus Gallery Plates 2005-2006 de/van Joëlle Tuerlinckx, Stella Lohaus Gallery, Antwerpen
- 2006: Joëlle Tuerlinckx: Drawing Inventory, The Drawing Center, New York
- 2007: One printed page nr. 2: Joëlle Tuerlinckx, Moma-editions, Museum of Modern Art, New York
- 2007: 64 Expositions - Minute Musée d’art moderne et contemporain (Genf), Genève
- 2008: parallèles, E.A., projets d’édition, posters, cartons d’invitations van Joëlle Tuerlinckx’, Fries Museum, Leeuwarden
- 2009: Crystal times-Reflexiones sin sol / Proyecciones sin objetos, Museo Reina Sofía, Palacio de Cristal, Madrid
- 2012: World[k] in Progress? Haus der Kunst, München[5]
- 2016: Gegenwart Kunstmuseum Basel, Basel[6]

### Gruppenausstellungen
- 2000: Combi de la nuit, Manifesta 3, Ljubljana
- 2002: Documenta11, Kassel
- 2003: Gelijk het leven is, Stedelijk Museum voor Actuele Kunst, Gent
- 2004: Chasm, Night Cabin, Busan Biennale, Busan
- 2005: Lichtkunst aus Kunstlicht, Zentrum für Kunst und Medien, Karlsruhe
- 2005: MuHKA toont collectiepresentatie XI de zomer van Middelburg, Museum van Hedendaagse Kunst Antwerpen, Antwerpen
- 2006: Uchronies et autre fictions, Fonds régional d’art contemporain de Lorraine, Lorraine[7]
- 2014: Manifesta 10, Sankt Petersburg
- 2017: Skulptur.Projekte, Münster[8]
- 2019: Apropos Papier: Oorebeek, Tuerlinckx, Zobernig, Leopold-Hoesch-Museum, Düren

## Auszeichnungen
- 1988: Prix Jeune Sculpture Belge[9]
- 2007: Plantin Moretus Award[10]
- 2009: Cultuurprijs Vlaanderen Bildende Kunst
- 2011: Fernand Baudin Prize für Buch Design
- 2018: Ehrendoktorwürde der Universität Hasselt für den Fachbereich Architektur und Kunst[11]